# Viviers (Ardèche)
Viviers település Franciaországban, Ardèche megyében. Lakosainak száma 3659 fő (2022. január 1.). Viviers Larnas, Saint-Montan, Saint-Thomé, Le Teil, Châteauneuf-du-Rhône és Donzère községekkel határos.

## Népesség
A település népessége az elmúlt években az alábbi módon változott:
| Lakosok száma | 3389 | 3282 | 3407 | 3841 | 3847 | 3728 | 3730 | 3689 | 3667 | 3659 |
|               | 1968 | 1982 | 1990 | 2006 | 2013 | 2015 | 2017 | 2019 | 2020 | 2022 |